# Produto cap
Na topologia algébrica, o produto cap é um método de juntar uma cadeia de grau p com uma co-cadeia de grau q, tal que q ≤ p, para formar uma cadeia composta de grau p - q. Foi introduzido por Eduard Čech em 1936 e, independentemente, por Hassler Whitney em 1938.

## Definição

### (A)
Deixe {\displaystyle X}  ser um espaço topológico e {\displaystyle R} um anel de coeficiente. O produto cap é um mapa bilinear de homologia e cohomologia singular.
{\displaystyle \frown \;:H_{p}(X;R)\times H^{q}(X;R)\rightarrow H_{p-q}(X;R).}
definido pela contração de uma cadeia singular {\displaystyle \sigma :\Delta \ ^{p}\rightarrow \ X} com um complexo de cadeias singulares {\displaystyle \psi \in C^{q}(X;R),} pela fórmula :
{\displaystyle \sigma \frown \psi =\psi (\sigma |_{[v_{0},\ldots ,v_{q}]})\sigma |_{[v_{q},\ldots ,v_{p}]}.}
Aqui, a notação {\displaystyle \sigma |_{[v_{0},\ldots ,v_{q}]}} indica a restrição do mapa simplexo {\displaystyle \sigma } a sua face estendida pelos vetores da base, veja Simplexo.

### (B)
Deixe {\displaystyle X}  ser um espaço topológico e {\displaystyle R} um anel comutativo. Para inteiros {\displaystyle i,j} o produto cap é um mapa bilinear:
{\displaystyle H^{i}(X)\times H_{j}(X)\to H_{j-i}(X)}
Equivalentemente, é um mapa linear:
{\displaystyle H^{i}(X)\otimes H_{j}(X)\to H_{j-i}(X)}
O produto cap transforma a soma direta dos grupos de homologia em um módulo graduado sobre o anel de cohomologia, quando visto como uma álgebra {\displaystyle R} graduada.
O produto máximo de {\displaystyle a} e {\displaystyle b} é denotado como:
{\displaystyle a\frown b}